# Stanley-Cup-Playoffs 2000
Die Playoffs um den Stanley Cup des Jahres 2000 begannen am 12. April 2000 und endeten am 10. Juni 2000 mit dem 4:2-Sieg der New Jersey Devils gegen die Dallas Stars. Für die Devils, die in Scott Stevens den mit der Conn Smythe Trophy ausgezeichneten MVP der Playoffs stellten, war es bei der zweiten Final-Teilnahme nach 1995 auch der zweite Titelgewinn. Die unterlegenen Stars standen ebenfalls zum zweiten Mal im Finale, nachdem sie den Stanley Cup erst im Vorjahr gewinnen konnten, und hatten in Person von Brett Hull den Topscorer der post-season in ihren Reihen.  Somit verlor zum ersten Mal seit den New York Islanders 1984 ein amtierender Stanley-Cup-Sieger das Finale; den New Jersey Devils sollte gleiches allerdings im folgenden Jahr gegen die Colorado Avalanche passieren. Ferner bedeutete der Finalsieg die Aufnahme der Russen Alexander Mogilny und Wladimir Malachow in den Triple Gold Club.

## Modus
Nachdem sich aus jeder Conference die drei Divisionssieger sowie die fünf weiteren punktbesten Teams der Conference qualifiziert haben, starten die im K.-o.-System ausgetragenen Playoffs. Dabei trifft der punktbeste Divisionssieger auf das achte und somit punktschlechteste qualifizierte Team, die Nummer 2 dieser Rangliste auf die Nummer 7 usw. Durch diesen Modus ist es möglich, dass eines oder mehrere qualifizierte Teams mehr Punkte als einer der Divisionssieger erzielt haben. Das gleiche Prinzip wird zur Bestimmung der Begegnungen der zweiten Playoff-Runde genutzt.
Jede Conference spielt in der Folge im Conference-Viertelfinale, Conference-Halbfinale und im Conference-Finale ihren Sieger aus, der dann im Finale um den Stanley Cup antritt. Alle Serien jeder Runde werden im Best-of-Seven-Modus ausgespielt, das heißt, dass ein Team vier Siege zum Erreichen der nächsten Runde benötigt. Das höher gesetzte Team hat dabei in den ersten beiden Spielen Heimrecht, die nächsten beiden das gegnerische Team. Sollte bis dahin kein Sieger aus der Runde hervorgegangen sein, wechselt das Heimrecht von Spiel zu Spiel. So hat die höher gesetzte Mannschaft in den Spielen 1, 2, 5 und 7, also vier der maximal sieben Spiele, einen Heimvorteil. Der Sieger der Eastern Conference wird mit der Prince of Wales Trophy ausgezeichnet und der Sieger der Western Conference mit der Clarence S. Campbell Bowl.
Bei Spielen, die nach der regulären Spielzeit von 60 Minuten unentschieden bleiben, folgt die Overtime, die im Gegensatz zur regulären Saison mit fünf Feldspielern gespielt wird. Sie endet durch das erste erzielte Tor (Sudden Death).

## Qualifizierte Teams
| Atlantic Division - (1) Philadelphia Flyers - (4) New Jersey Devils - (7) Pittsburgh Penguins Northeast Division - (3) Toronto Maple Leafs - (6) Ottawa Senators - (8) Buffalo Sabres Southeast Division - (2) Washington Capitals - (5) Florida Panthers | Central Division - (1) St. Louis Blues - (4) Detroit Red Wings Northwest Division - (3) Colorado Avalanche - (7) Edmonton Oilers Pacific Division - (2) Dallas Stars - (5) Los Angeles Kings - (6) Phoenix Coyotes - (8) San Jose Sharks |

## Playoff-Baum
|  | Conference-Viertelfinale                              | Conference-Viertelfinale | Conference-Viertelfinale |                    | Conference-Halbfinale | Conference-Halbfinale | Conference-Halbfinale |                   |              | Conference-Finale | Conference-Finale | Conference-Finale |  |  | Stanley-Cup-Finale | Stanley-Cup-Finale | Stanley-Cup-Finale |
|  |                                                       |                          |                          |                    |                       |                       |                       |                   |              |                   |                   |                   |  |  |                    |                    |                    |
|  | 1                                                     | Philadelphia Flyers      | 4                        |                    | 1                     | Philadelphia Flyers   | 4                     |                   |              |                   |                   |                   |  |  |                    |                    |                    |
|  | 8                                                     | Buffalo Sabres           | 1                        | 7                  | Pittsburgh Penguins   | 2                     |                       |                   |              |                   |                   |                   |  |  |                    |                    |                    |
|  |                                                       |                          |                          |                    |                       |                       |                       |                   |              |                   |                   |                   |  |  |                    |                    |                    |
|  | 2                                                     | Washington Capitals      | 1                        | Eastern Conference | Eastern Conference    | Eastern Conference    |                       |                   |              |                   |                   |                   |  |  |                    |                    |                    |
|  | 2                                                     | Washington Capitals      | 1                        | Eastern Conference | Eastern Conference    | Eastern Conference    |                       |                   |              |                   |                   |                   |  |  |                    |                    |                    |
|  | 7                                                     | Pittsburgh Penguins      | 4                        |                    |                       |                       |                       |                   |              |                   |                   |                   |  |  |                    |                    |                    |
|  | 7                                                     | Pittsburgh Penguins      | 4                        | 1                  | Philadelphia Flyers   | 3                     |                       |                   |              |                   |                   |                   |  |  |                    |                    |                    |
|  |                                                       |                          |                          | 1                  | Philadelphia Flyers   | 3                     |                       |                   |              |                   |                   |                   |  |  |                    |                    |                    |
|  |                                                       | 4                        | New Jersey Devils        | 4                  |                       |                       |                       |                   |              |                   |                   |                   |  |  |                    |                    |                    |
|  | 3                                                     | 4                        | New Jersey Devils        | 4                  | Toronto Maple Leafs   | 4                     |                       |                   |              |                   |                   |                   |  |  |                    |                    |                    |
|  | 3                                                     |                          |                          |                    | Toronto Maple Leafs   | 4                     |                       |                   |              |                   |                   |                   |  |  |                    |                    |                    |
|  | 6                                                     | Ottawa Senators          | 2                        |                    |                       |                       |                       |                   |              |                   |                   |                   |  |  |                    |                    |                    |
|  | 6                                                     | Ottawa Senators          | 2                        |                    |                       |                       |                       |                   |              |                   |                   |                   |  |  |                    |                    |                    |
|  |                                                       |                          |                          |                    |                       |                       |                       |                   |              |                   |                   |                   |  |  |                    |                    |                    |
|  | 4                                                     | New Jersey Devils        | 4                        | 3                  | Toronto Maple Leafs   | 2                     |                       |                   |              |                   |                   |                   |  |  |                    |                    |                    |
|  | 4                                                     | New Jersey Devils        | 4                        | 3                  | Toronto Maple Leafs   | 2                     |                       |                   |              |                   |                   |                   |  |  |                    |                    |                    |
|  | 5                                                     | Florida Panthers         | 0                        | 4                  | New Jersey Devils     | 4                     |                       |                   |              |                   |                   |                   |  |  |                    |                    |                    |
|  | 5                                                     | Florida Panthers         | 0                        | 4                  | New Jersey Devils     | 4                     | E4                    | New Jersey Devils | 4            |                   |                   |                   |  |  |                    |                    |                    |
|  | (Die Teams werden nach der ersten Runde neu gesetzt.) |                          |                          |                    |                       |                       | E4                    | New Jersey Devils | 4            |                   |                   |                   |  |  |                    |                    |                    |
|  |                                                       | W2                       | Dallas Stars             | 2                  |                       |                       |                       |                   |              |                   |                   |                   |  |  |                    |                    |                    |
|  | 1                                                     | W2                       | Dallas Stars             | 2                  | St. Louis Blues       | 3                     |                       | 2                 | Dallas Stars | 4                 |                   |                   |  |  |                    |                    |                    |
|  | 1                                                     |                          |                          |                    | St. Louis Blues       | 3                     |                       | 2                 | Dallas Stars | 4                 |                   |                   |  |  |                    |                    |                    |
|  | 8                                                     | San Jose Sharks          | 4                        | 8                  | San Jose Sharks       | 1                     |                       |                   |              |                   |                   |                   |  |  |                    |                    |                    |
|  | 8                                                     | San Jose Sharks          | 4                        | 8                  | San Jose Sharks       | 1                     |                       |                   |              |                   |                   |                   |  |  |                    |                    |                    |
|  |                                                       |                          |                          |                    |                       |                       |                       |                   |              |                   |                   |                   |  |  |                    |                    |                    |
|  | 2                                                     | Dallas Stars             | 4                        |                    |                       |                       |                       |                   |              |                   |                   |                   |  |  |                    |                    |                    |
|  | 2                                                     | Dallas Stars             | 4                        |                    |                       |                       |                       |                   |              |                   |                   |                   |  |  |                    |                    |                    |
|  | 7                                                     | Edmonton Oilers          | 1                        |                    |                       |                       |                       |                   |              |                   |                   |                   |  |  |                    |                    |                    |
|  | 7                                                     | Edmonton Oilers          | 1                        | 2                  | Dallas Stars          | 4                     |                       |                   |              |                   |                   |                   |  |  |                    |                    |                    |
|  |                                                       |                          |                          | 2                  | Dallas Stars          | 4                     |                       |                   |              |                   |                   |                   |  |  |                    |                    |                    |
|  |                                                       | 3                        | Colorado Avalanche       | 3                  |                       |                       |                       |                   |              |                   |                   |                   |  |  |                    |                    |                    |
|  | 3                                                     | 3                        | Colorado Avalanche       | 3                  | Colorado Avalanche    | 4                     |                       |                   |              |                   |                   |                   |  |  |                    |                    |                    |
|  | 3                                                     |                          |                          |                    | Colorado Avalanche    | 4                     |                       |                   |              |                   |                   |                   |  |  |                    |                    |                    |
|  | 6                                                     | Phoenix Coyotes          | 1                        | Western Conference | Western Conference    | Western Conference    |                       |                   |              |                   |                   |                   |  |  |                    |                    |                    |
|  | 6                                                     | Phoenix Coyotes          | 1                        | Western Conference | Western Conference    | Western Conference    |                       |                   |              |                   |                   |                   |  |  |                    |                    |                    |
|  |                                                       |                          |                          |                    |                       |                       |                       |                   |              |                   |                   |                   |  |  |                    |                    |                    |
|  | 4                                                     | Detroit Red Wings        | 4                        | 3                  | Colorado Avalanche    | 4                     |                       |                   |              |                   |                   |                   |  |  |                    |                    |                    |
|  | 5                                                     | Los Angeles Kings        | 0                        | 4                  | Detroit Red Wings     | 1                     |                       |                   |              |                   |                   |                   |  |  |                    |                    |                    |

## Conference-Viertelfinale

### Eastern Conference

#### (1) Philadelphia Flyers  – (8) Buffalo Sabres
| 13. April 2000 19.00 Uhr (Ortszeit) | Philadelphia Flyers Keith Jones (14:56) Daymond Langkow (19:52) Simon Gagné (45:33) | 3:2 (2:0, 0:2, 1:0) Spielbericht Stand: 1:0 | Buffalo Sabres Stu Barnes (25:53) Miroslav Šatan (32:22) | First Union Center, Philadelphia, Pennsylvania Zuschauer: 19.607 |

| 14. April 2000 19.00 Uhr | Philadelphia Flyers John LeClair (24:53) Éric Desjardins (44:47) | 2:1 (0:1, 1:0, 1:0) Spielbericht Stand: 2:0 | Buffalo Sabres Miroslav Šatan (10:40) | First Union Center, Philadelphia, Pennsylvania Zuschauer: 19.752 |

| 16. April 2000 19.30 Uhr | Buffalo Sabres | 0:2 (0:1, 0:0, 0:1) Spielbericht Stand: 0:3 | Philadelphia Flyers John LeClair (15:30) Mark Recchi (59:22) | HSBC Arena, Buffalo, New York Zuschauer: 18.690 |

| 18. April 2000 19.00 Uhr | Buffalo Sabres Curtis Brown (2:39) Miroslav Šatan (21:03) Stu Barnes (64:42) | 3:2 n. V. (1:0, 1:2, 0:0, 1:0) Spielbericht Stand: 1:3 | Philadelphia Flyers Rick Tocchet (33:55) Keith Primeau (38:25) | HSBC Arena, Buffalo, New York Zuschauer: 18.690 |

| 20. April 2000 19.30 Uhr | Philadelphia Flyers Dan McGillis (19:52) John LeClair (29:47) Daymond Langkow (32:52) Simon Gagné (49:55) Daymond Langkow (59:59) | 5:2 (1:1, 2:0, 2:1) Spielbericht Stand: 4:1 | Buffalo Sabres Richard Šmehlík (8:44) Stu Barnes (43:34) | First Union Center, Philadelphia, Pennsylvania Zuschauer: 19.801 |

#### (2) Washington Capitals – (7) Pittsburgh Penguins
| 13. April 2000 19.30 Uhr (Ortszeit) | Washington Capitals | 0:7 (0:3, 0:3, 0:1) Spielbericht Stand: 0:1 | Pittsburgh Penguins Janne Laukkanen (2:30) Robert Lang (6:34) Martin Straka (11:26) Jiří Šlégr (23:00) Jan Hrdina (32:03) Tyler Wright (33:32) Janne Laukkanen (40:33) | MCI Center, Washington, D.C. Zuschauer: 18.672 |

| 15. April 2000 14.00 Uhr | Pittsburgh Penguins Jan Hrdina (34:06) Jaromír Jágr (65:49) | 2:1 n. V. (0:1, 1:0, 0:0, 1:0) Spielbericht Stand: 2:0 | Washington Capitals Peter Bondra (17:18) | Mellon Arena, Pittsburgh, Pennsylvania Anm. Zuschauer: 16.366 |

| 17. April 2000 19.00 Uhr | Pittsburgh Penguins Jan Hrdina (28:04) Pat Falloon (29:44) Jan Hrdina (42:13) Jiří Šlégr (55:28) | 4:3 (0:1, 2:1, 2:1) Spielbericht Stand: 3:0 | Washington Capitals Chris Simon (15:39) Jeff Halpern (29:55) Calle Johansson (54:02) | Mellon Arena, Pittsburgh, Pennsylvania Zuschauer: 17.148 |

| 19. April 2000 19.30 Uhr | Washington Capitals Steve Konowalchuk (9:57) Chris Simon (33:39) Jeff Halpern (52:55) | 3:2 (1:2, 1:0, 1:0) Spielbericht Stand: 1:3 | Pittsburgh Penguins John Slaney (10:18) Jaromír Jágr (19:39) | MCI Center, Washington, D.C. Anm. Zuschauer: 18.672 |

| 21. April 2000 19.00 Uhr | Washington Capitals Sergei Gontschar (10:01) | 1:2 (1:1, 0:0, 0:1) Spielbericht Stand: 1:4 | Pittsburgh Penguins Tyler Wright (5:52) Jaromír Jágr (47:56) | MCI Center, Washington, D.C. Zuschauer: 18.672 |

#### (3) Toronto Maple Leafs – (6) Ottawa Senators
| 12. April 2000 19.00 Uhr (Ortszeit) | Toronto Maple Leafs Darcy Tucker (28:53) Mats Sundin (59:39) | 2:0 (0:0, 1:0, 1:0) Spielbericht Stand: 1:0 | Ottawa Senators | Air Canada Centre, Toronto, Ontario Zuschauer: 19.330 |

| 15. April 2000 19.00 Uhr | Toronto Maple Leafs Darcy Tucker (20:46) Mats Sundin (21:28) Steve Thomas (23:49) Steve Thomas (32:46) Sami Salo (39:05) Sergei Beresin (45:36) | 5:1 (0:0, 4:1, 1:0) Spielbericht Stand: 2:0 | Ottawa Senators | Air Canada Centre, Toronto, Ontario Zuschauer: 19.391 |

| 17. April 2000 19.00 Uhr | Ottawa Senators Daniel Alfredsson (5:24) Rob Zamuner (29:44) Colin Forbes (45:27) Rob Zamuner (54:17) | 4:3 (1:0, 1:1, 2:2) Spielbericht Stand: 1:2 | Toronto Maple Leafs Steve Thomas (30:03) Dmytro Chrystytsch (50:18) Jonas Höglund (59:42) | Corel Centre, Ottawa, Ontario Zuschauer: 18.500 |

| 19. April 2000 19.00 Uhr | Ottawa Senators Andreas Dackell (28:15) Andreas Dackell (43:23) | 2:1 (0:0, 1:0, 1:1) Spielbericht Stand: 2:2 | Toronto Maple Leafs Sergei Beresin (56:10) | Corel Centre, Ottawa, Ontario Zuschauer: 18.500 |

| 22. April 2000 19.00 Uhr | Toronto Maple Leafs Steve Thomas (55:30) Steve Thomas (74:47) | 2:1 n. V. (0:0, 0:1, 1:0, 1:0) Spielbericht Stand: 3:2 | Ottawa Senators Joé Juneau (24:36) | Air Canada Centre, Toronto, Ontario Zuschauer: 19.391 |

| 24. April 2000 19.00 Uhr | Ottawa Senators Joé Juneau (3:45) Igor Krawtschuk (23:59) | 2:4 (1:0, 1:4, 0:0) Spielbericht Stand: 2:4 | Toronto Maple Leafs Steve Thomas (24:11) Mats Sundin (27:16) Sergei Beresin (30:40) Wendel Clark (38:47) | Corel Centre, Ottawa, Ontario Zuschauer: 18.500 |

#### (4) New Jersey Devils – (5) Florida Panthers
| 13. April 2000 19.30 Uhr (Ortszeit) | New Jersey Devils Scott Stevens (1:38) Petr Sýkora (4:02) Sergei Brylin (15:28) Scott Gomez (27:21) | 4:3 (3:2, 1:1, 0:0) Spielbericht Stand: 1:0 | Florida Panthers Rob Niedermayer (16:55) Peter Worrell (19:43) Mike Sillinger (33:50) | Continental Airlines Arena, East Rutherford, New Jersey Zuschauer: 15.024 |

| 16. April 2000 19.30 Uhr | New Jersey Devils Scott Niedermayer (20:56) Scott Stevens (43:42) | 2:1 (0:1, 1:0, 1:0) Spielbericht Stand: 2:0 | Florida Panthers Mike Sillinger (14:45) | Continental Airlines Arena, East Rutherford, New Jersey Zuschauer: 17.206 |

| 18. April 2000 19.30 Uhr | Florida Panthers Ray Whitney (9:19) | 1:2 (1:0, 0:1, 0:1) Spielbericht Stand: 0:3 | New Jersey Devils Alexander Mogilny (36:25) Brian Rafalski (43:11) | National Car Rental Center, Sunrise, Florida Zuschauer: 19.250 |

| 20. April 2000 19.30 Uhr | Florida Panthers Pawel Bure (5:17) | 1:4 (1:0, 0:2, 0:2) Spielbericht Stand: 0:4 | New Jersey Devils Patrik Eliáš (24:26) Scott Niedermayer (35:02) Sergei Nemtschinow (56:12) Sergei Nemtschinow (58:03) | National Car Rental Center, Sunrise, Florida Zuschauer: 19.250 |

### Western Conference

#### (1) St. Louis Blues – (8) San Jose Sharks
| 12. April 2000 18.30 Uhr (Ortszeit) | St. Louis Blues Jochen Hecht (5:41) Ľuboš Bartečko (7:35) Jochen Hecht (22:29) Chris Pronger (43:15) Marty Reasoner (48:49) | 5:3 (2:2, 1:0, 2:1) Spielbericht Stand: 1:0 | San Jose Sharks Dave Lowry (0:46) Mike Rathje (18:10) Owen Nolan (54:40) | Kiel Center, St. Louis, Missouri Zuschauer: 20.199 |

| 15. April 2000 13.00 Uhr | St. Louis Blues Marty Reasoner (9:54) Stéphane Richer (48:35) | 2:4 (1:1, 0:0, 1:3) Spielbericht Stand: 1:1 | San Jose Sharks Gary Suter (17:10) Bryan Marchment (43:07) Mike Ricci (54:18) Owen Nolan (58:57) | Kiel Center, St. Louis, Missouri Zuschauer: 20.337 |

| 17. April 2000 19.30 Uhr | San Jose Sharks Owen Nolan (5:39) Owen Nolan (44:40) | 2:1 (1:1, 0:0, 1:0) Spielbericht Stand: 2:1 | St. Louis Blues Scott Young (15:14) | San Jose Arena, San José, Kalifornien Zuschauer: 17.483 |

| 19. April 2000 19.30 Uhr | San Jose Sharks Marco Sturm (6:08) Mike Ricci (21:37) Gary Suter (51:23) | 3:2 (1:0, 1:2, 1:0) Spielbericht Stand: 3:1 | St. Louis Blues Jochen Hecht (32:54) Mike Eastwood (33:30) | San Jose Arena, San José, Kalifornien Zuschauer: 17.483 |

| 21. April 2000 18.00 Uhr | St. Louis Blues Ladislav Nagy (4:04) Al MacInnis (4:39) Ricard Persson (7:13) Chris Pronger (43:34) Scott Young (59:26) | 5:3 (3:1, 0:2, 2:0) Spielbericht Stand: 2:3 | San Jose Sharks Mike Ricci (18:52) Jeff Friesen (32:26) Brad Stuart (37:03) Owen Nolan (58:57) | Kiel Center, St. Louis, Missouri Zuschauer: 20.361 |

| 23. April 2000 12.00 Uhr | San Jose Sharks Owen Nolan (37:13) Bryan Marchment (56:00) | 2:6 (0:1, 1:5, 1:0) Spielbericht Stand: 3:3 | St. Louis Blues Scott Young (12:31) Scott Young (20:21) Jochen Hecht (29:29) Chris Pronger (31:42) Tyson Nash (32:51) Scott Young (34:22) | San Jose Arena, San José, Kalifornien Zuschauer: 17.483 |

| 25. April 2000 20.00 Uhr | St. Louis Blues Scott Young (42:09) | 1:3 (0:2, 0:1, 1:0) Spielbericht Stand: 3:4 | San Jose Sharks Ronnie Stern (2:51) Owen Nolan (19:49) Jeff Friesen (34:14) | Kiel Center, St. Louis, Missouri Zuschauer: 20.418 |

#### (2) Dallas Stars – (7) Edmonton Oilers
| 12. April 2000 18.00 Uhr (Ortszeit) | Dallas Stars Mike Keane (32:32) Roman Ljaschenko (51:31) | 2:1 (0:0, 1:0, 1:1) Spielbericht Stand: 1:0 | Edmonton Oilers German Titow (47:00) | Reunion Arena, Dallas, Texas Zuschauer: 17.001 |

| 13. April 2000 20.00 Uhr | Dallas Stars Kirk Muller (15:33) Brett Hull (37:54) Scott Thornton (46:22) | 3:0 (1:0, 1:0, 1:0) Spielbericht Stand: 2:0 | Edmonton Oilers | Reunion Arena, Dallas, Texas Zuschauer: 17.001 |

| 16. April 2000 17.00 Uhr | Edmonton Oilers Doug Weight (8:40) Jim Dowd (9:56) Doug Weight (17:00) Ryan Smyth (21:16) Doug Weight (26:13) | 5:2 (3:0, 2:2, 0:0) Spielbericht Stand: 1:2 | Dallas Stars Brenden Morrow (22:32) Mike Modano (30:59) | Skyreach Centre, Edmonton, Alberta Zuschauer: 17.100 |

| 18. April 2000 19.00 Uhr | Edmonton Oilers Bill Guerin (9:19) Bill Guerin (11:43) Bill Guerin (38:06) | 3:4 (2:2, 1:1, 0:1) Spielbericht Stand: 1:3 | Dallas Stars Brett Hull (5:02) Richard Matvichuk (5:50) Mike Modano (20:52) Guy Carbonneau (45:01) | Skyreach Centre, Edmonton, Alberta Zuschauer: 17.100 |

| 21. April 2000 20.00 Uhr | Dallas Stars Jamie Langenbrunner (25:35) Derian Hatcher (34:12) Brett Hull (54:58) | 3:2 (0:0, 2:1, 1:1) Spielbericht Stand: 4:1 | Edmonton Oilers Todd Marchant (32:45) Jim Dowd (41:07) | Reunion Arena, Dallas, Texas Zuschauer: 17.001 |

#### (3) Colorado Avalanche – (6) Phoenix Coyotes
| 13. April 2000 20.00 Uhr (Ortszeit) | Colorado Avalanche Shjon Podein (4:23) Dave Andreychuk (8:10) Sandis Ozoliņš (14:08) Sandis Ozoliņš (18:14) Alex Tanguay (34:18) Shjon Podein (52:11) | 6:3 (4:0, 1:2, 1:1) Spielbericht Stand: 1:0 | Phoenix Coyotes Travis Green (21:37) Shane Doan (24:19) Teppo Numminen (48:18) | Pepsi Center, Denver, Colorado Zuschauer: 18.007 |

| 15. April 2000 12.00 Uhr | Colorado Avalanche Chris Drury (3:31) Alex Tanguay (4:27) Milan Hejduk (29:32) | 3:1 (2:0, 1:1, 0:0) Spielbericht Stand: 2:0 | Phoenix Coyotes Benoît Hogue (25:42) | Pepsi Center, Denver, Colorado Zuschauer: 18.007 |

| 17. April 2000 19.00 Uhr | Phoenix Coyotes Keith Tkachuk (20:49) Jeremy Roenick (46:17) | 2:4 (0:0, 1:2, 1:2) Spielbericht Stand: 0:3 | Colorado Avalanche Shjon Podein (29:32) Joe Sakic (34:48) Adam Deadmarsh (46:46) Adam Deadmarsh (59:36) | America West Arena, Phoenix, Arizona Zuschauer: 16.210 |

| 19. April 2000 19.30 Uhr | Phoenix Coyotes Trevor Letowski (3:31) Travis Green (17:32) Mikael Renberg (20:38) | 3:2 (2:0, 1:1, 0:1) Spielbericht Stand: 1:3 | Colorado Avalanche Dave Andreychuk (26:03) Adam Deadmarsh (56:02) | America West Arena, Phoenix, Arizona Zuschauer: 16.210 |

| 21. April 2000 19.30 Uhr | Colorado Avalanche Sandis Ozoliņš (38:25) Peter Forsberg (45:43) | 2:1 (0:0, 1:1, 1:0) Spielbericht Stand: 4:1 | Phoenix Coyotes Jeremy Roenick (32:31) | Pepsi Center, Denver, Colorado Zuschauer: 18.007 |

#### (4) Detroit Red Wings – (5) Los Angeles Kings
| 13. April 2000 19.30 Uhr (Ortszeit) | Detroit Red Wings Wjatscheslaw Koslow (21:43) Sergei Fjodorow (59:47) | 2:0 (0:0, 1:0, 1:0) Spielbericht Stand: 1:0 | Los Angeles Kings | Joe Louis Arena, Detroit, Michigan Zuschauer: 19.983 |

| 15. April 2000 14.00 Uhr | Detroit Red Wings Brendan Shanahan (0:55) Martin Lapointe (1:33) Kris Draper (3:32) Martin Lapointe (6:56) Kris Draper (23:27) Martin Lapointe (29:33) Nicklas Lidström (49:18) Nicklas Lidström (59:23) | 8:5 (4:3, 2:1, 2:1) Spielbericht Stand: 2:0 | Los Angeles Kings Luc Robitaille (2:04) Žigmund Pálffy (4:55) Sean O’Donnell (19:36) Craig Johnson (31:43) Žigmund Pálffy (41:11) | Joe Louis Arena, Detroit, Michigan Zuschauer: 19.983 |

| 17. April 2000 19.00 Uhr | Los Angeles Kings Luc Robitaille (42:35) | 1:2 (0:1, 0:1, 1:0) Spielbericht Stand: 0:3 | Detroit Red Wings Sergei Fjodorow (5:21) Tomas Holmström (34:40) | Staples Center, Los Angeles, Kalifornien Zuschauer: 18.118 |

| 19. April 2000 19.00 Uhr | Los Angeles Kings | 0:3 (0:2, 0:0, 0:1) Spielbericht Stand: 0:4 | Detroit Red Wings Pat Verbeek (17:10) Larry Murphy (19:41) Sergei Fjodorow (59:09) | Staples Center, Los Angeles, Kalifornien Zuschauer: 18.118 |

## Conference-Halbfinale

### Eastern Conference

#### (1) Philadelphia Flyers – (7) Pittsburgh Penguins
| 27. April 2000 19.30 Uhr (Ortszeit) | Philadelphia Flyers | 0:2 (0:1, 0:1, 0:0) Spielbericht Stand: 0:1 | Pittsburgh Penguins Jaromír Jágr (13:33) Martin Straka (24:46) | First Union Center, Philadelphia, Pennsylvania Zuschauer: 19.846 |

| 29. April 2000 15.00 Uhr | Philadelphia Flyers Simon Gagné (44:34) | 1:4 (0:1, 0:2, 1:1) Spielbericht Stand: 0:2 | Pittsburgh Penguins Robert Lang (16:57) Jaromír Jágr (34:45) Robert Lang (36:30) Jaromír Jágr (50:59) | First Union Center, Philadelphia, Pennsylvania Zuschauer: 19.810 |

| 2. Mai 2000 19.00 Uhr | Pittsburgh Penguins Jaromír Jágr (20:40) Martin Straka (30:23) Jaromír Jágr (54:28) | 3:4 n. V. (0:2, 2:0, 1:1, 0:1) Spielbericht Stand: 2:1 | Philadelphia Flyers Andy Delmore (14:11) Keith Jones (16:27) John LeClair (47:27) Andy Delmore (71:01) | Mellon Arena, Pittsburgh, Pennsylvania Zuschauer: 17.148 |

| 4. Mai 2000 19.30 Uhr | Pittsburgh Penguins Alexei Kowaljow (2:22) | 1:2 n. V. (1:0, 0:0, 0:1, 0:0, 0:0, 0:0, 0:0, 0:1) Spielbericht Stand: 2:2 | Philadelphia Flyers John LeClair (44:47) Keith Primeau (152:01) | Mellon Arena, Pittsburgh, Pennsylvania Zuschauer: 17.148 |

| 7. Mai 2000 12.00 Uhr | Philadelphia Flyers Daymond Langkow (0:23) Andy Delmore (3:27) Dan McGillis (20:16) Mark Recchi (23:47) Andy Delmore (37:50) Andy Delmore (45:17) | 6:3 (2:0, 3:1, 1:2) Spielbericht Stand: 3:2 | Pittsburgh Penguins Tyler Wright (35:06) Darius Kasparaitis (40:40) Rob Brown (48:42) | First Union Center, Philadelphia, Pennsylvania Zuschauer: 19.906 |

| 9. Mai 2000 19.00 Uhr | Pittsburgh Penguins René Corbet (50:46) | 1:2 (1:0, 1:0, 0:1) Spielbericht Stand: 2:4 | Philadelphia Flyers Mark Recchi (11:04) John LeClair (20:44) | Mellon Arena, Pittsburgh, Pennsylvania Zuschauer: 17.114 |

#### (3) Toronto Maple Leafs – (4) New Jersey Devils
| 27. April 2000 19.00 Uhr (Ortszeit) | Toronto Maple Leafs Dmitri Juschkewitsch (21:07) Darcy Tucker (41:18) | 2:1 (0:0, 1:1, 1:0) Spielbericht Stand: 1:0 | New Jersey Devils Petr Sýkora (25:54) | Air Canada Centre, Toronto, Ontario Zuschauer: 19.337 |

| 29. April 2000 19.00 Uhr | Toronto Maple Leafs | 0:1 (0:1, 0:0, 0:0) Spielbericht Stand: 1:1 | New Jersey Devils Colin White (6:41) | Air Canada Centre, Toronto, Ontario Zuschauer: 19.375 |

| 1. Mai 2000 19.00 Uhr | New Jersey Devils Jason Arnott (29:42) Scott Gomez (35:03) Patrik Eliáš (37:33) Petr Sýkora (44:27) Alexander Mogilny (46:01) | 5:1 (0:0, 3:0, 2:1) Spielbericht Stand: 2:1 | Toronto Maple Leafs Kevyn Adams (55:43) | Continental Airlines Arena, East Rutherford, New Jersey Zuschauer: 18.524 |

| 3. Mai 2000 19.00 Uhr | New Jersey Devils Scott Gomez (1:41) Claude Lemieux (54:14) | 2:3 (1:2, 0:0, 1:1) Spielbericht Stand: 2:2 | Toronto Maple Leafs Jonas Höglund (10:01) Darcy Tucker (16:02) Tomáš Kaberle (58:25) | Continental Airlines Arena, East Rutherford, New Jersey Zuschauer: 19.040 |

| 6. Mai 2000 19.30 Uhr | Toronto Maple Leafs Garry Valk (8:55) Jeff Farkas (22:19) Sergei Beresin (57:04) | 3:4 (1:1, 1:1, 1:2) Spielbericht Stand: 2:3 | New Jersey Devils Patrik Eliáš (16:11) Sergei Nemtschinow (35:59) Wladimir Malachow (47:47) John Madden (54:07) | Air Canada Centre, Toronto, Ontario Zuschauer: 19.477 |

| 8. Mai 2000 19.00 Uhr | New Jersey Devils Petr Sýkora (0:18) Jason Arnott (20:25) John Madden (59:54) | 3:0 (1:0, 1:0, 1:0) Spielbericht Stand: 4:2 | Toronto Maple Leafs | Continental Airlines Arena, East Rutherford, New Jersey Zuschauer: 19.040 |

### Western Conference

#### (2) Dallas Stars – (8) San Jose Sharks
| 28. April 2000 18.00 Uhr (Ortszeit) | Dallas Stars Aaron Gavey (5:45) Mike Modano (14:01) Joe Nieuwendyk (42:48) Brenden Morrow (44:23) | 4:0 (2:0, 0:0, 2:0) Spielbericht Stand: 1:0 | San Jose Sharks | Reunion Arena, Dallas, Texas Zuschauer: 17.001 |

| 30. April 2000 18.30 Uhr | Dallas Stars Mike Modano (7:26) | 1:0 (1:0, 0:0, 0:0) Spielbericht Stand: 2:0 | San Jose Sharks | Reunion Arena, Dallas, Texas Zuschauer: 17.001 |

| 2. Mai 2000 19.00 Uhr | San Jose Sharks Mike Ricci (25:42) Owen Nolan (34:56) | 2:1 (0:1, 2:0, 0:0) Spielbericht Stand: 1:2 | Dallas Stars Mike Modano (3:35) | San Jose Arena, San José, Kalifornien Zuschauer: 17.483 |

| 5. Mai 2000 18.30 Uhr | San Jose Sharks Vincent Damphousse (8:52) Mike Ricci (17:34) Owen Nolan (27:48) Todd Harvey (34:08) | 4:5 (2:2, 2:3, 0:0) Spielbericht Stand: 1:3 | Dallas Stars Mike Modano (1:08) Guy Carbonneau (10:21) Sergei Subow (20:56) Joe Nieuwendyk (30:52) Joe Nieuwendyk (38:07) | San Jose Arena, San José, Kalifornien Zuschauer: 17.483 |

| 7. Mai 2000 18.30 Uhr | Dallas Stars Joe Nieuwendyk (10:31) Scott Thornton (13:34) Brett Hull (44:02) Sylvain Côté (44:43) | 4:1 (2:0, 0:0, 2:1) Spielbericht Stand: 4:1 | San Jose Sharks Patrick Marleau (48:32) | Reunion Arena, Dallas, Texas Zuschauer: 17.001 |

#### (3) Colorado Avalanche – (4) Detroit Red Wings
| 27. April 2000 20.00 Uhr (Ortszeit) | Colorado Avalanche Peter Forsberg (10:13) Sandis Ozoliņš (31:39) | 2:0 (1:0, 1:0, 0:0) Spielbericht Stand: 1:0 | Detroit Red Wings | Pepsi Center, Denver, Colorado Zuschauer: 18.007 |

| 29. April 2000 13.00 Uhr | Colorado Avalanche Milan Hejduk (8:12) Peter Forsberg (15:49) Chris Drury (59:01) | 3:1 (2:0, 0:0, 1:1) Spielbericht Stand: 2:0 | Detroit Red Wings Tomas Holmström (48:12) | Pepsi Center, Denver, Colorado Zuschauer: 18.007 |

| 1. Mai 2000 19.00 Uhr | Detroit Red Wings Igor Larionow (9:38) Sergei Fjodorow (31:57) Brendan Shanahan (59:19) | 3:1 (1:0, 1:1, 1:0) Spielbericht Stand: 1:2 | Colorado Avalanche Peter Forsberg (29:39) | Joe Louis Arena, Detroit, Michigan Zuschauer: 19.983 |

| 3. Mai 2000 19.00 Uhr | Detroit Red Wings Tomas Holmström (28:46) Wjatscheslaw Koslow (49:20) | 2:3 n. V. (0:0, 1:1, 1:1, 0:1) Spielbericht Stand: 1:3 | Colorado Avalanche Jon Klemm (23:37) Dave Andreychuk (55:33) Chris Drury (70:21) | Joe Louis Arena, Detroit, Michigan Zuschauer: 19.983 |

| 5. Mai 2000 18.00 Uhr | Colorado Avalanche Joe Sakic (22:46) Stéphane Yelle (30:01) Peter Forsberg (44:40) Shjon Podein (49:01) | 4:2 (0:0, 2:1, 2:1) Spielbericht Stand: 4:1 | Detroit Red Wings Larry Murphy (32:01) Brendan Shanahan (46:13) | Pepsi Center, Denver, Colorado Zuschauer: 18.007 |

## Conference-Finale

### Eastern Conference

#### (1) Philadelphia Flyers – (4) New Jersey Devils
| 14. Mai 2000 15.00 Uhr (Ortszeit) | Philadelphia Flyers Mark Recchi (8:20) | 1:4 (1:3, 0:0, 0:1) Spielbericht Stand: 0:1 | New Jersey Devils Scott Niedermayer (0:55) Petr Sýkora (17:38) Bobby Holík (18:04) Claude Lemieux (45:19) | First Union Center, Philadelphia, Pennsylvania Zuschauer: 19.779 |

| 16. Mai 2000 19.00 Uhr | Philadelphia Flyers Rick Tocchet (1:38) Éric Desjardins (39:21) Rick Tocchet (41:06) Daymond Langkow (41:58) | 4:3 (1:1, 1:2, 2:0) Spielbericht Stand: 1:1 | New Jersey Devils Scott Gomez (13:23) Jason Arnott (22:51) Patrik Eliáš (34:50) | First Union Center, Philadelphia, Pennsylvania Zuschauer: 19.855 |

| 18. Mai 2000 19.30 Uhr | New Jersey Devils Claude Lemieux (4:24) Scott Niedermayer (45:59) | 2:4 (1:2, 0:1, 1:1) Spielbericht Stand: 1:2 | Philadelphia Flyers Mark Recchi (2:57) Keith Jones (14:14) Rick Tocchet (27:15) Simon Gagné (58:11) | Continental Airlines Arena, East Rutherford, New Jersey Zuschauer: 19.040 |

| 20. Mai 2000 19.00 Uhr | New Jersey Devils Bobby Holík (32:13) | 1:3 (0:1, 1:0, 0:2) Spielbericht Stand: 1:3 | Philadelphia Flyers Mark Recchi (16:07) Craig Berube (52:58) Simon Gagné (56:40) | Continental Airlines Arena, East Rutherford, New Jersey Zuschauer: 19.040 |

| 22. Mai 2000 19.00 Uhr | Philadelphia Flyers Waleri Selepukin (35:45) | 1:4 (0:2, 1:1, 0:1) Spielbericht Stand: 3:2 | New Jersey Devils Jason Arnott (10:25) Bobby Holík (15:15) Petr Sýkora (21:47) Patrik Eliáš (40:54) | First Union Center, Philadelphia, Pennsylvania Zuschauer: 19.945 |

| 24. Mai 2000 19.00 Uhr | New Jersey Devils Claude Lemieux (51:26) Alexander Mogilny (56:33) | 2:1 (0:0, 0:0, 2:1) Spielbericht Stand: 3:3 | Philadelphia Flyers Eric Lindros (59:31) | Continental Airlines Arena, East Rutherford, New Jersey Zuschauer: 19.040 |

| 26. Mai 2000 19.00 Uhr | Philadelphia Flyers Rick Tocchet (26:01) | 1:2 (0:1, 1:0, 0:1) Spielbericht Stand: 3:4 | New Jersey Devils Patrik Eliáš (6:44) Patrik Eliáš (57:28) | First Union Center, Philadelphia, Pennsylvania Zuschauer: 20.037 |

### Western Conference

#### (2) Dallas Stars – (3) Colorado Avalanche
| 13. Mai 2000 18.30 Uhr (Ortszeit) | Dallas Stars | 0:2 (0:0, 0:2, 0:0) Spielbericht Stand: 0:1 | Colorado Avalanche Milan Hejduk (28:51) Aaron Miller (37:32) | Reunion Arena, Dallas, Texas Zuschauer: 17.001 |

| 15. Mai 2000 18.00 Uhr | Dallas Stars Mike Modano (25:24) Mike Modano (38:15) Brett Hull (45:48) | 3:2 (0:0, 2:1, 1:1) Spielbericht Stand: 1:1 | Colorado Avalanche Sandis Ozoliņš (20:25) Peter Forsberg (54:23) | Reunion Arena, Dallas, Texas Zuschauer: 17.001 |

| 19. Mai 2000 18.00 Uhr | Colorado Avalanche Shjon Podein (1:39) Adam Deadmarsh (34:50) | 2:0 (1:0, 1:0, 0:0) Spielbericht Stand: 2:1 | Dallas Stars | Pepsi Center, Denver, Colorado Zuschauer: 18.007 |

| 21. Mai 2000 13.00 Uhr | Colorado Avalanche Dave Reid (21:43) | 1:4 (0:2, 1:1, 0:1) Spielbericht Stand: 2:2 | Dallas Stars Joe Nieuwendyk (7:12) Brett Hull (17:30) Brett Hull (27:52) Richard Matvichuk (44:39) | Pepsi Center, Denver, Colorado Zuschauer: 18.007 |

| 23. Mai 2000 18.00 Uhr | Dallas Stars Jere Lehtinen (24:26) Brett Hull (34:41) Joe Nieuwendyk (72:10) | 3:2 n. V. (0:1, 2:0, 0:1, 1:0) Spielbericht Stand: 3:2 | Colorado Avalanche Jon Klemm (12:11) Milan Hejduk (42:19) | Reunion Arena, Dallas, Texas Zuschauer: 17.001 |

| 25. Mai 2000 18.00 Uhr | Colorado Avalanche Ray Bourque (24:30) Chris Drury (56:09) | 2:1 (0:0, 1:1, 1:0) Spielbericht Stand: 3:3 | Dallas Stars Brett Hull (32:37) | Pepsi Center, Denver, Colorado Zuschauer: 18.007 |

| 27. Mai 2000 18.00 Uhr | Dallas Stars Sergei Subow (6:36) Mike Modano (19:54) Roman Ljaschenko (25:31) | 3:2 (2:0, 1:0, 0:2) Spielbericht Stand: 4:3 | Colorado Avalanche Peter Forsberg (45:25) Milan Hejduk (48:26) | Reunion Arena, Dallas, Texas Zuschauer: 17.001 |

## Stanley-Cup-Finale

### (E4) New Jersey Devils – (W2) Dallas Stars
| 30. Mai 2000 20.00 Uhr (Ortszeit) | New Jersey Devils Jason Arnott (7:22) Ken Daneyko (22:52) Petr Sýkora (30:28) Scott Stevens (36:04) Sergei Brylin (42:21) Petr Sýkora (43:02) Jason Arnott (45:12) | 7:3 (1:1, 3:0, 3:2) Spielbericht Stand: 1:0 | Dallas Stars Darryl Sydor (13:13) Jon Sim (47:43) Kirk Muller (47:55) | Continental Airlines Arena, East Rutherford, New Jersey Zuschauer: 19.040 |

| 1. Juni 2000 20.00 Uhr | New Jersey Devils Alexander Mogilny (12:42) | 1:2 (1:1, 0:0, 0:1) Spielbericht Stand: 1:1 | Dallas Stars Brett Hull (4:25) Brett Hull (55:44) | Continental Airlines Arena, East Rutherford, New Jersey Zuschauer: 19.040 |

| 3. Juni 2000 19.00 Uhr | Dallas Stars Sylvain Côté (13:08) | 1:2 (1:1, 0:1, 0:0) Spielbericht Stand: 1:2 | New Jersey Devils Jason Arnott (18:06) Petr Sýkora (32:27) | Reunion Arena, Dallas, Texas Zuschauer: 17.001 |

| 5. Juni 2000 19.00 Uhr | Dallas Stars Joe Nieuwendyk (38:02) | 1:3 (0:0, 1:0, 0:3) Spielbericht Stand: 1:3 | New Jersey Devils Sergei Brylin (42:27) John Madden (44:51) Brian Rafalski (46:08) | Reunion Arena, Dallas, Texas Zuschauer: 17.001 |

| 8. Juni 2000 20.00 Uhr | New Jersey Devils | 0:1 n. V. (0:0, 0:0, 0:0, 0:0, 0:0, 0:1) Spielbericht Stand: 3:2 | Dallas Stars Mike Modano (106:21) | Continental Airlines Arena, East Rutherford, New Jersey Zuschauer: 19.040 |

| 10. Juni 2000 19.00 Uhr | Dallas Stars Mike Keane (26:27) | 1:2 n. V. (0:0, 1:1, 0:0, 0:0, 0:1) Spielbericht Stand: 2:4 | New Jersey Devils Scott Niedermayer (25:18) Jason Arnott (88:20) | Reunion Arena, Dallas, Texas Zuschauer: 17.001 |

### Stanley-Cup-Sieger
Der Stanley-Cup-Sieger New Jersey Devils ließ traditionell insgesamt 52 Personen, davon 25 Spieler sowie einige Funktionäre, darunter der Trainerstab und das Management, auf den Sockel der Trophäe eingravieren. Unter diesen waren die Assistenztrainer Bobby Carpenter und John MacLean, die bereits 1995 als Spieler mit den Devils den Stanley Cup gewonnen hatten. Ein weiterer Assistenztrainer war Wjatscheslaw Fetissow, der seine beiden Stanley Cups als Spieler erst nach seiner Zeit bei den Devils in Detroit gewonnen hatte. Unter den Scouts war mit Marcel Pronovost ein weiterer, dessen Name bereits zum siebten Mal auf den Cup graviert wurde. Nach fünf Erfolgen als Spieler, war dies der zweite als Scout. Auch Vladimir Bure, der Vater von Pawel, schaffte als Fitnessberater das, was seinem Sohn als Spieler nicht gelungen war. Mit dem Masseur Jürgen Merz war auch ein Deutscher im Kreise der erwähnten Personen. Für die Spieler galt dabei, dass sie entweder 41 Partien für die Mannschaft in der regulären Saison bestritten haben sollten oder eine Partie in der Finalserie. Dabei gibt es aber auch immer wieder Ausnahmeregelungen. Hiervon profitierten Steve Kelly, Steve Brulé und Ken Sutton, während man Deron Quint, der sich nicht im Farmteam fit halten wollte, nicht berücksichtigte.
Die 25 Spieler New Jerseys setzen sich aus zwei Torhütern, acht Verteidigern und 15 Angreifern zusammen, darunter acht Europäer. Für Claude Lemieux, der bereits 1995 im erfolgreichen Kader der Devils gestanden hatte und der zwischenzeitlich für die Colorado Avalanche spielte, war es bereits der vierte Stanley-Cup-Sieg. Krzysztof Oliwa, der nicht in den Playoffs eingesetzt wurde, war der erste Pole, der den Cup gewinnen konnte.
| Stanley-Cup-Sieger New Jersey Devils | Torhüter: Martin Brodeur, Chris Terreri Verteidiger: Brad Bombardir, Ken Daneyko, Wladimir Malachow, Scott Niedermayer, Brian Rafalski, Scott Stevens (C), Ken Sutton, Colin White Angreifer: Jason Arnott, Steve Brulé, Sergei Brylin, Patrik Eliáš, Scott Gomez, Bobby Holík, Steve Kelly, Claude Lemieux, John Madden, Randy McKay, Alexander Mogilny, Sergei Nemtschinow, Krzysztof Oliwa, Jay Pandolfo, Petr Sýkora Cheftrainer: Larry Robinson General Manager: Lou Lamoriello |

## Beste Scorer
Abkürzungen: GP = Spiele, G = Tore, A = Assists, Pts = Punkte, +/− = Plus/Minus, PIM = Strafminuten; Fett: Bestwert
| Spieler        | Team         | GP | G  | A  | Pts | +/− | PIM |
| -------------- | ------------ | -- | -- | -- | --- | --- | --- |
| Brett Hull     | Dallas       | 23 | 11 | 13 | 24  | +3  | 4   |
| Mike Modano    | Dallas       | 23 | 10 | 13 | 23  | +3  | 10  |
| Jason Arnott   | New Jersey   | 23 | 8  | 12 | 20  | +7  | 18  |
| Patrik Eliáš   | New Jersey   | 23 | 7  | 13 | 20  | +9  | 9   |
| Mark Recchi    | Philadelphia | 18 | 6  | 12 | 18  | +3  | 6   |
| Petr Sýkora    | New Jersey   | 23 | 9  | 8  | 17  | +8  | 10  |
| Jaromír Jágr   | Pittsburgh   | 11 | 8  | 8  | 16  | +5  | 6   |
| Peter Forsberg | Colorado     | 16 | 7  | 8  | 15  | +9  | 12  |
| Adam Deadmarsh | Colorado     | 17 | 4  | 11 | 15  | +7  | 21  |
| Chris Drury    | Colorado     | 17 | 4  | 10 | 14  | +7  | 4   |

Jan Hrdina, Colin White und Scott Stevens erreichten ebenfalls eine Plus/Minus-Statistik von +9.

## Beste Torhüter
Die kombinierte Tabelle zeigt die jeweils drei besten Torhüter in den Kategorien Gegentorschnitt und Fangquote sowie die jeweils Führenden in den Kategorien Shutouts und Siege.
Abkürzungen: GP = Spiele, Min = Eiszeit (in Minuten), W = Siege, L = Niederlagen, GA = Gegentore, SO = Shutouts, Sv% = gehaltene Schüsse (in %), GAA = Gegentorschnitt; Fett: Bestwert; Sortiert nach Gegentorschnitt.
Erfasst werden nur Torhüter mit 180 absolvierten Spielminuten.
| Spieler        | Team       | GP | Min     | W  | L | GA | SO | Sv%  | GAA  |
| -------------- | ---------- | -- | ------- | -- | - | -- | -- | ---- | ---- |
| Martin Brodeur | New Jersey | 23 | 1450:04 | 16 | 7 | 39 | 2  | 92,7 | 1,61 |
| Ron Tugnutt    | Pittsburgh | 11 | 746:03  | 6  | 5 | 22 | 2  | 94,5 | 1,77 |
| Patrick Roy    | Colorado   | 17 | 1039:20 | 11 | 6 | 31 | 3  | 92,8 | 1,79 |
| Ed Belfour     | Dallas     | 23 | 1442:56 | 14 | 9 | 45 | 4  | 93,1 | 1,87 |
| Curtis Joseph  | Toronto    | 12 | 729:00  | 6  | 6 | 25 | 1  | 93,2 | 2,06 |